# Lista de cidades da Área Metropolitana do Porto
Esta é uma lista de cidades da sub-região da Área Metropolitana do Porto, ordenadas alfabeticamente, por população, que foram registados nos censos de 2021, pela área e pela densidade populacional.
A sub-região da Área Metropolitana do Porto pertence à Região do Norte, que registou, através dos censos de 2021, uma população de 1.737.395 habitantes. Juntas, as 27 cidades da Área Metropolitana do Porto, contê, cerca de 60% de todos os habitantes da sub-região.
| Cidade                | Habitantes (2021) | Área (em km2) | Densidade populacional |
| --------------------- | ----------------- | ------------- | ---------------------- |
| Porto                 | 231.962           | 41,42         | 5.600                  |
| Vila Nova de Gaia     | 188.443           | 56,22         | 3.352                  |
| Gondomar              | 69.172            | 47,40         | 1.797                  |
| Rio Tinto             | 65.473            | 15,04         | 4.353                  |
| Matosinhos            | 49.046            | 11,28         | 4.348                  |
| Póvoa de Varzim       | 41.292            | 13,0          | 3.176                  |
| Maia                  | 40.535            | 10,80         | 3.753                  |
| Ermesinde             | 39.095            | 7,65          | 5.110                  |
| Vila do Conde         | 29.319            | 6,77          | 4.330                  |
| Senhora da Hora       | 26.988            | 3,77          | 7.159                  |
| Santo Tirso           | 26.959            | 35,5          | 759                    |
| Valongo               | 25.736            | 10,3          | 2.499                  |
| São Mamede de Infesta | 22.844            | 4,99          | 4.578                  |
| São João da Madeira   | 22.144            | 7,94          | 2.789                  |
| Espinho               | 21.152            | 6,15          | 3.439                  |
| Paredes               | 20.591            | 21,51         | 957                    |
| Santa Maria da Feira  | 19.792            | 23,52         | 841                    |
| Trofa                 | 17.532            | 9,97          | 1.758                  |
| Oliveira de Azeméis   | 15.459            | 9,91          | 1.560                  |
| Alfena                | 14.677            | 9,81          | 1.496                  |
| Valbom                | 13.849            | 4,38          | 3.162                  |
| Lordelo               | 9.107             | 9,25          | 984                    |
| Rebordosa             | 8.496             | 11,17         | 761                    |
| Lourosa               | 8.005             | 5,77          | 1.387                  |
| Fiães                 | 7.097             | 6,58          | 1.078                  |
| Gandra                | 6.967             | 12,06         | 578                    |
| Vale de Cambra        | 5.386             | 2,91          | 1.851                  |

1. ↑  INE (2021). «Habitantes AMP»